# Adolf Schimmelpfennig (Architekt)

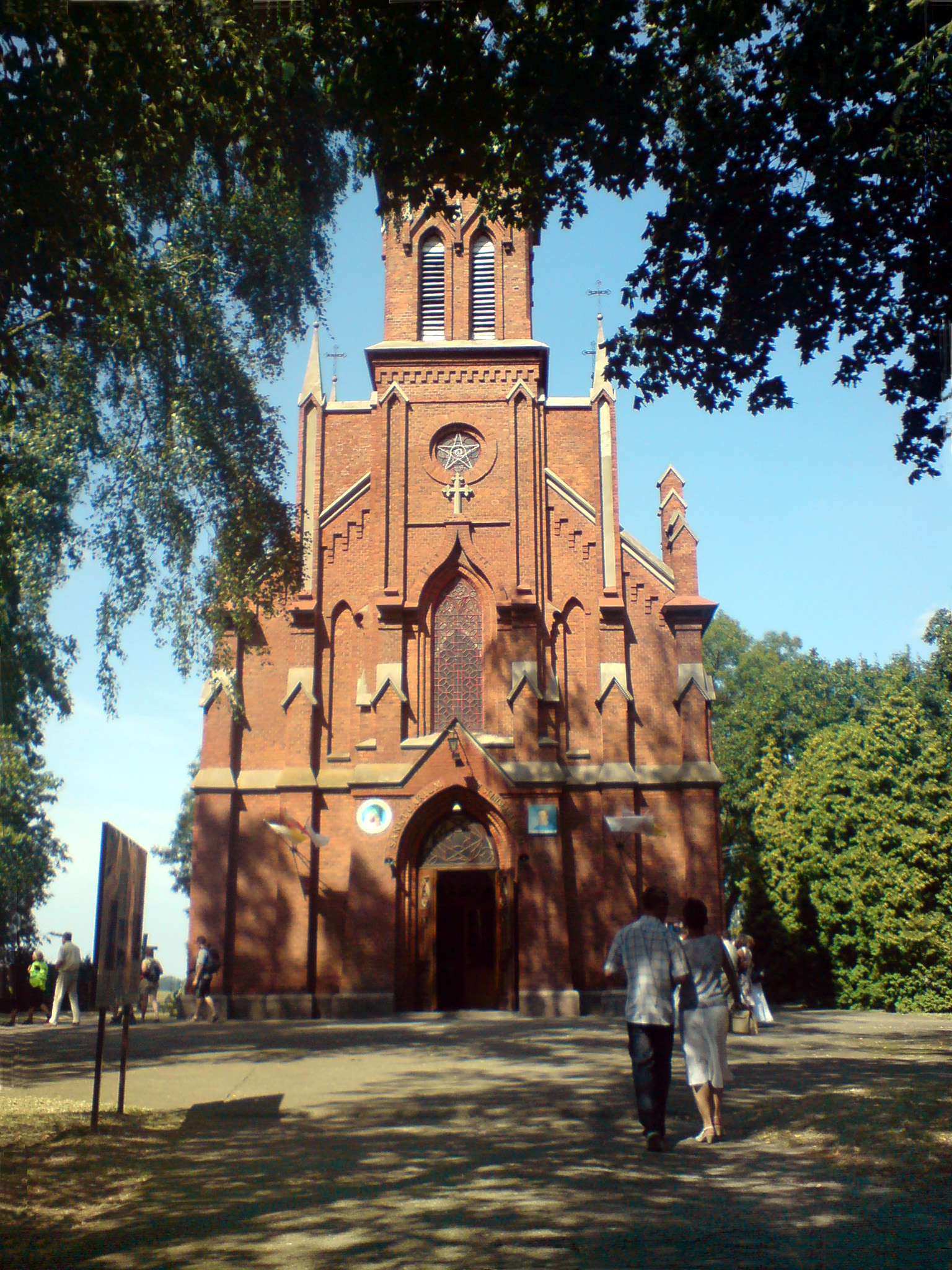
Kirche in Rostkowo

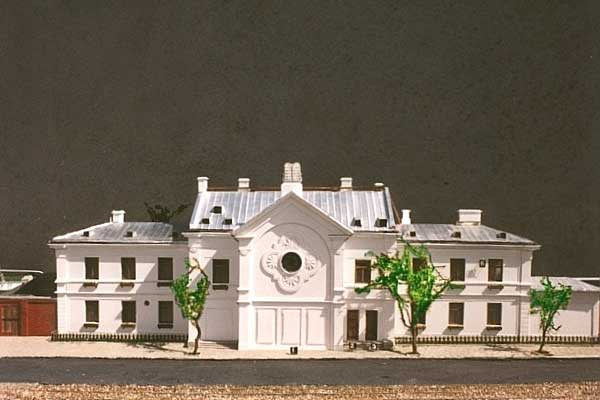
Friedhofssynagoge Warschau (Modell)

Adolf Schimmelpfennig (* 8. Februar 1834 in Płock; † 29. Juni 1896 in Warschau) war ein Architekt deutscher Abstammung, tätig in Polen.

## Leben
Adolf Schimmelpfennig  wurde als Sohn eines Oberbuchhalters geboren. Nach dem Abitur am Humanistischen Gymnasium in Płock studierte er ab 1848 Rechtswissenschaften in Königsberg. Während seines Studiums wurde er 1848 Mitglied der Burschenschaft Germania Königsberg. Von 1853 bis 1857 studierte er Architektur an der Warschauer Schule der Schönen Künste.
Nach einem Studienaufenthalt in Italien nahm er Teil am preisgekrönten Projekt des Wiederaufbaus des Warschauer Rathauses. 1863–1875 bekleidete er das Amt des Bürgermeisters von Rastenburg.
Adolf Schimmelpfennig wurde auf dem Evangelisch-Augsburgischen Friedhof in Warschau bestattet.

## Werke (Auswahl)
- Palast in Krasne
- Bahnhofsgebäude Łódź Fabryczna (1868, teilweise erhalten[1])
- Friedhofssynagoge in Warschau (1877, abgebrochen)
- Bahnhofsgebäude in Radom (1885, verändert in den 1920ern)
- Sommertheater in Ciechocinek
- Katholische St.-Stanislaus-Kostka-Kirche in Rostkowo (powiat Przasnysz)
- Katholische Dreifaltigkeitskirche in Myszkowo (postum, 1922)